# Hydrophyllum brownei
Hydrophyllum brownei är en strävbladig växtart som beskrevs av R. Kral och V. Bates. Hydrophyllum brownei ingår i släktet indiankålssläktet, och familjen strävbladiga växter. Inga underarter finns listade i Catalogue of Life.